# Press Association
La Press Association (PA) est un regroupement des journaux de province anglais créé en 1868. Ils se sont constitués en agence de presse coopérative, pour partager les nouvelles venant de la province, du sport à la politique, en passant par les fait divers.
La PA produit une petite centaine de dépêche par jour ouvrable et emploie actuellement 200 correspondants à travers l'Angleterre. Elle a deux filiales importantes, la Scottish Press Association et la Press Association of Ireland. Après 143 ans d'histoire, elle dispose d'une très importante base de données d'articles et de photos.
L'Association des propriétaires de journaux britanniques est son pendant pour la presse londonienne.

## Histoire

### Prémices
À partir de 1849 ou de 1851, selon les sources, il existe une association des journaux anglais, qui milite contre les taxes les frappant : l'Association for the Repeal of the Taxes on Knowledge. Elle va mener une campagne active, entre 1849 et 1861, pour l'élimination des taxes sur la presse, racontée par Collet Dobson, dans un ouvrage en deux volumes. Elle est accompagnée dans ce combat par la "Press Association for England", animée par John Francis et John Lincoln, la "Press Association for Ireland", du Docteur Gray et John Cameron, et la "Press Association for Scotland", qui a pour secrétaire James Knox, d'Édimbourg. L'abolition des taxes sur la publicité en 1853, sur la presse en 1855 et sur le papier en 1861 a intensifié la concurrence et favorisé une "explosion" des tirages de la presse provinciale à bon marché, qui s'est confirmée dans les années 1860. Cette association a obtenu en 1869 que la législation sur l'enregistrement des journaux soit aussi abolie.
La Newspaper Provincial Society, fondée en 1836 pour défendre loes intérêts des journaux de province, commence à faire campagne contre le monopole de trois sociétés de télégraphe en 1864. Cette sera à l'origine de la création de la Press Association, dont le comité de direction est composé les premières années des membres influents de la Newspaper Provincial Society. C'est en particulier George Harper, éditeur et propriétaire de l'Huddersfield Chronicle qui  est le plus actif président de l'association à militer en faveur de la mise sur pied de la  Press Association. L'un des animateurs de la fronde contre ces compagnies de télégraphe est William Saunders, qui a lui-même fondé un journal régional puis créé une agence de presse, la Central Press, en 1863. Il comptera parmi les membres fondateurs actifs de la Press Association.
Cette fronde prend de l'ampleur lorsque les compagnies de télégraphe augmentent toutes ensemble leurs tarifs en 1865. Francis D. Findlay, éditeur du Northern Whig de Belfast, dénonce leur "pouvoir arbitraire ", tandis que la chambre de commerce d'Edinbourg prend la défense des journaux écossais, qui sont pénalisés car loin de Londres par le train. Un rapport gouvernemental a établi qu'en 1859 les compagnies de télégraphe anglaises se rémunèrent en moyenne plus de deux fois plus que celles des États-Unis (0,18 sterling contre 0,08 sterling) et que le nombre de messages envoyés pas habitant est quatre fois plus élevé aux États-Unis.
L'un des partisans de la création de la Press Association, dans une optique de compléter la nationalisation du télégraphe, est John Edward Taylor, propriétaire du Manchester Guardian, qui explique devant les parlementaires que si la participation de la presse à la future agence est forte, ses coûts de production de l'information seront bas. La presse est alors en pleine expansion: entre 1860 et 1875, le nombre de quotidiens en Angleterre est passé de 36 à 116.

### Fondation
La Press Association est créée à l'automne 1868, sous forme de coopérative en raison de ce mécontentement des journaux de province anglais contre les compagnies anglaises de télégraphe, accusées de les rançonner par des pratiques monopolistiques. La British and Irish Magnetic et l'Electric and International Telegraph Company, qui a alors près de 120 journaux régionaux anglais comme clients, ont fusionné et envoient aux journaux un service de 4000 mots, effectué en interne, souvent tardif et peu fiable. 
Le 6 novembre 1868, les statuts de la coopérative sont déposés. Le texte des fondateurs de la coopérative précise que l'association ne peut avoir pour but le "profit individuel" et doit reposer sur des principes de coopération. 
Les compagnies anglaises de télégraphe sont nationalisées par le gouvernement de Londres, la même année, par une loi du 31 juillet 1868, proposée par le gouvernement conservateur de Benjamin Disraeli. 
Cette décision a été préparée par Frank Ives Scudamore, un des dirigeants du Post Office, qui a commandé en interne une étude sur les conséquences éventuelles de la création d'un service télégraphie par l'État. Pour lui, l'objectif du législateur sera de rétablir "la liberté du commerce dans le domaine de la collecte des nouvelles pour la presse"L'initiative est aussi soutenue par Edwin Chadwick, qui avait été une des figures du combat contre "les taxes sur la connaissance.
Le texte de loi du Telegraph Act de 1869 prévoit un accès privilégié pour les agences de presse au télégraphe et que les tarifs doivent être aménagés pour favoriser leur activité, y compris une couverture complète des événements, avec des tarifs dégressifs en fonction de la durée de la transmission, pour ne pas limiter le marché aux seules annonces. L'anecdote veut que ces avantages aient été prévus par William Ewart Gladstone, premier ministre de 1868 à 1874, qui avait la réputation de parler lentement, mais dont les discours étaient décortiqués avec attention.
Dès 1870, la totalité des journaux quotidiens de province sont membres de la coopérative. La PA compte aussi parmi ses clients huit chambres de commerce, six grands clubs londoniens, une centaine de fédérations sportives et 130 hebdomadaires, bihebdomadaires ou trihebdomadaires.

### Création de l'Extel
Une autre agence de presse, The Exchange Telegraph Company, est créée en mars 1872, pour déployer un autre câble transatlantique, par Sir James Anderson, ex-capitaine du "Great Eastern", qui avait installé le premier câble en 1866 et l'américain George Baker Field. Elle deviendra la firme d'analyse financière Extel, rachetée en 1990 par l'Agence France-Presse.

### Accord de 1923 avec la BBC
En 1923, la BBC a signé un accord avec quatre agences de presse britanniques, Central News, Reuters, The Exchange Telegraph Company et la Press Association, pour s'approvisionner en nouvelles, à condition de ne les diffuser qu'à l'intérieur des îles britanniques. L'accord interdit aussi à la BBC de se transformer en agence de presse pour l'écrit.

### Montée au capital de Reuters
En 1925, la Press Association prend une participation majoritaire au capital de Reuters, avec 53 % des parts. L'association fournit déjà l'agence en nouvelles venues d'Angleterre. Cette participation est portée à la quasi-totalité du capital en 1930, seul un millier d'actions restant entre les mais de Sir Roderick Jones, qui avait racheté Reuters à la famille fondatrice à la faveur d'un krach boursier en 1915. En 1941, l'Association des propriétaires de journaux britanniques, qui regroupe la presse londonienne, achète à son tour la moitié des actions.